# Nikolái Médtner

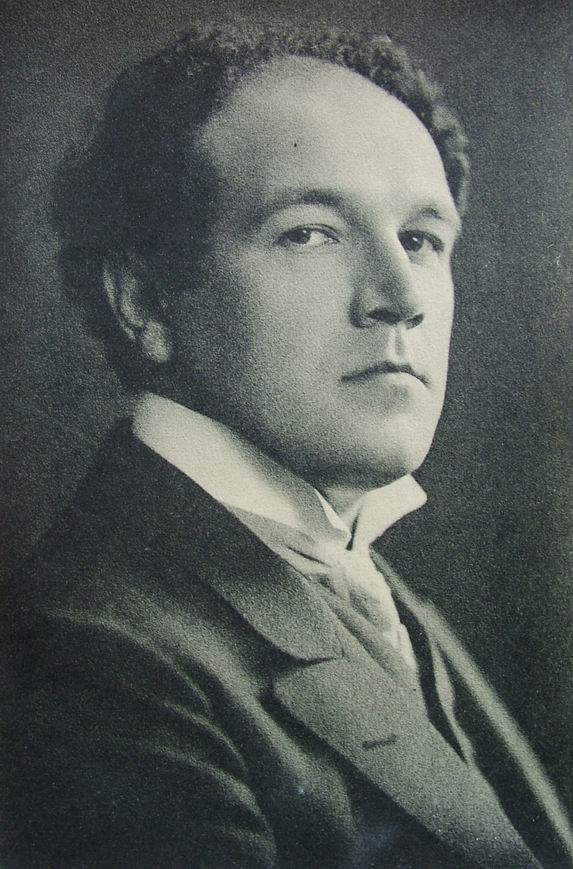
Nikolái Medtner (1910)

Nikolái Kárlovich Médtner (Moscú, 5 de enero de 1880 – Londres, 13 de noviembre de 1951) fue un compositor y pianista ruso. Era primo del también músico Alexander Goedicke.
Joven contemporáneo de Serguéi Rajmáninov, Aleksandr Skriabin y Nikolái Miaskovski escribió un gran número de composiciones en todas las cuales aparece el piano. 
Su obra se compone de 14 sonatas para piano, 3 sonatas para violín, tres obras para dos pianos, muchas piezas para piano y 108 canciones, entre las que se incluyen dos obras para vocalise. Sus 38 piezas para piano, que denominó de forma particular Skazki (cuentos o cuentos de hadas), constituyen su obra más original y un preludio de sus sonatas.

## Vida
Medtner recibió lecciones de piano de su madre hasta los diez años. También recibió lecciones del hermano de su madre, Fyodor Goedicke (padre de su primo más famoso, Alexander Goedicke). Ingresó en el Conservatorio de Moscú en 1891, y se graduó nueve años después, en 1900, a la edad de 20 años, recibiendo el premio Anton Rubinstein, habiendo estudiado con Pavel Pabst, Wassily Sapellnikoff, Vasily Safonov y Sergei Taneyev, entre otros. A pesar de sus gustos musicales conservadores, las composiciones de Medtner y su pianismo fueron muy apreciados por sus contemporáneos.
Con el apoyo de Taneyev, Medtner rechazó iniciar una carrera como intérprete y se dedicó a la composición, en parte inspirada por las últimas sonatas para piano y cuartetos de cuerda de Ludwig van Beethoven. Su carrera como compositor comenzó profesionalmente en 1903, cuando comenzó a publicar su música y ésta comenzó a interpretarse. Con la publicación de su Primera Sonata para piano en fa menor, Serguéi Rajmáninov[1] se fijó en él y seguiría siendo amigo de Medtner durante toda su vida, así como un firme partidario de sus composiciones. Entre sus alumnos en ese período se encontraba Alexander Vasilyevich Alexandrov.

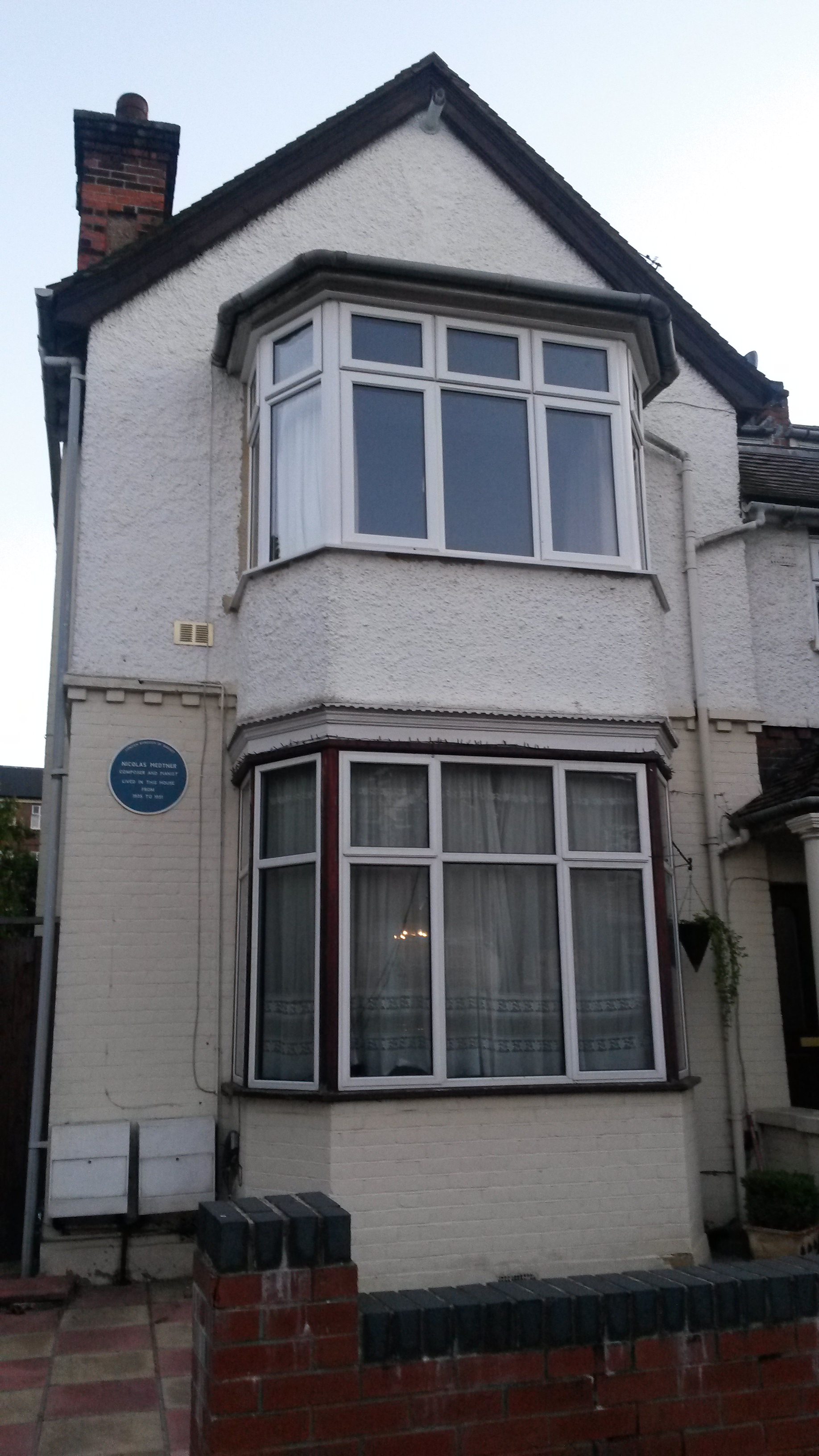
La casa de Medtner en Golders Green, Londres, donde vivió desde 1935 hasta 1951.

Durante los años previos a la Revolución Rusa de 1917, Medtner vivió en casa con sus padres. Durante ese tiempo, se enamoró de Anna Mikhaylovna Bratenskaya (1877-1965), una respetada violinista y joven esposa de su hermano mayor Emil. Más tarde, cuando estalló la Primera Guerra Mundial, Emil fue internado en Alemania, donde había estado estudiando. Generosamente le dio a Anna la libertad de casarse con su hermano, y Nikolái y Anna se casaron en 1918.
A diferencia de Rajmáninov, Medtner no abandonó Rusia hasta mucho después de la Revolución. Rajmáninov le consiguió una gira por los Estados Unidos y Canadá en 1924, y sus recitales eran a menudo veladas exclusivamente de composiones propias, que consistían en sonatas intercaladas con canciones y piezas más breves. Pero nunca se adaptó a los aspectos comerciales de las giras y sus conciertos se volvieron poco frecuentes. Estimado en Inglaterra, él y Anna se establecieron en Londres en 1936, enseñando, tocando y componiendo modestamente, siguiendo una estricta rutina diaria.
Al estallar la Segunda Guerra Mundial, los ingresos que Medtner recibía de las editoriales alemanas desaparecieron y, durante esas penurias, la mala salud se convirtió en un problema cada vez mayor. Su devota alumna, Edna Iles, le dio refugio en el Warwickshire, donde completó su Tercer Concierto para piano, interpretado por primera vez en 1944. En 1949, Jayachamarajendra Wadiyar Bahadur, el maharajá de Mysore, fundó una Sociedad Medtner en Londres. En 1945, el maharajá se convirtió en miembro honorario del Trinity College of Music de Londres y fue el primer presidente de la London Philharmonia Concert Society. Fundó la Sociedad Medtner para registrar todas las obras de Medtner. Medtner, ya con una salud deteriorada, grabó sus tres conciertos para piano y algunas sonatas, música de cámara, numerosas canciones y obras más breves, antes de su muerte en Londres en 1951. En una de esas grabaciones trabajó con Benno Moiseiwitsch en su obra para dos pianos titulada "Russian Round-Dance", Op 58 No. 1. En otro acompañó a la legendaria Elisabeth Schwarzkopf en varios de sus lieder, incluido The Muse, una adaptación de Pushkin de 1913. En agradecimiento a su mecenas, Medtner le dedicó su Tercer Concierto para piano.
Medtner murió en su casa en Golders Green, Londres, el 13 de noviembre de 1951, y está enterrado junto a su hermano Emil en el cementerio de Hendon.

## Obras

### Conciertos para piano
Medtner compuso tres conciertos para piano:
- Concierto para piano n.º 1 en do menor, op. 33 (1914–18). Dedicada a la madre del compositor, esta obra de un solo movimiento se abre con una sección de exposición que presenta el material musical de la obra, cuyas primeras páginas estallan con fuegos artificiales desde el piano contra una creciente declaración orquestal del tema principal. Un conjunto de variaciones componen el desarrollo central antes de que la apertura regrese. Finalmente, la coda establece la "gran melodía" romántica antes de que las páginas finales conduzcan a un final inesperadamente agridulce.
- Concierto para piano n.º 2 en do menor, op. 50 (1920–27). Dedicado a Rajmáninov, quien dedicó su Cuarto Concierto a Medtner. En tres movimientos: una Toccata y una Romanza a la que sigue un Divertimento. El primer movimiento es el propulsor con gran energía y hay mucho diálogo entre el piano y la orquesta. La Romanza y el Divertimento tienen cada uno un carácter variado a su manera, siendo el Divertimento particularmente rico en inspiración.
- Concierto para piano n.º 3 en mi menor "Balada", op. 60, 1940–43. Los factores que llevaron a la creación de esta obra están estrechamente relacionados con las circunstancias de sus últimos años. Está dedicado a su generoso patrón, el maharajá de Mysore. Tres movimientos conectados: el primero, Con moto largamente, sostenido y profundo, que desarrolla lentamente pero con energía; el segundo, un Interludium, Allegro, molto sostenuto, misterioso, cita el primer movimiento y prefigura el final; un largo Allegro molto, Svegliando, Eroico que concluye enérgicamente la obra. Medtner grabó los tres Conciertos con la Orquesta Philharmonía en 1947.

### Música de cámara
La música de cámara de Medtner incluye tres sonatas para violín y un quinteto para piano:
- Sonata para violín n.° 3 en mi menor, op. 57 (1938). Grabada por David Oistrakh, entre otros. Una vasta obra en cuatro movimientos, contraparte de su Sonata para piano n.º 7, de viento nocturno. Sus tiempos son: Introduzione – Andante meditamente, Scherzo – Allegro molto vivace, leggiero, Andante con moto, Finale – Allegro molto. Un primer tema en la Introducción yuxtapone acordes de manera silenciosa pero insistente, unidos por una melodía del violín. La melodía se convierte en el primer tema del movimiento en forma de sonata que sigue, yuxtapuesto con otros temas, incluida una marcha. El Scherzo en la menor, folklórico y sincopado, relacionado temáticamente con las secciones más rápidas del movimiento de apertura, está en forma rondó. Después de una reminiscencia del tema inicial, el Andante es un lamento en fa menor, de sentimiento extremadamente ruso. El virtuoso final tiene elementos temáticos relacionados con la música litúrgica ortodoxa rusa (Medtner nació luterano pero más tarde se convirtió a la ortodoxia).
- Quinteto con piano en do mayor, op. post. Fue publicado después de la muerte del compositor. Trabajó en bocetos de la obra desde 1903 hasta su finalización en 1949. Medtner lo consideraba el resumen definitivo de su vida musical. Debido a su enfermedad la parte del piano en el estreno de la obra corrió a cargo de Colin Horsley. La grabación de Medtner de la obra con el Aeolian Quartet, ha sido publicada en el sello St Laurent.

### Canciones
Medtner publicó más de 100 canciones para voz y piano, con letras de Pushkin, Goethe, Mikhail Lermontov, Fyodor Tyutchev y Afanasy Fet, entre otros.

### Sonatas para piano
Medtner compuso 14 sonatas para piano.
La Primera Sonata para piano en fa menor, op. 5, es una obra de cuatro movimientos escrita entre 1901 y 1903 (terminada en agosto de 1903); aunque sugiere el estilo de Skriabin no deja de ser original. El arte de Medtner ganó sutileza y complejidad en años posteriores, pero esta obra ya evidencia su dominio de la estructura musical. Un Allegro inicial, dramático e imbuido como gran parte de la música rusa con una sonoridad de campanas, está separado por un Intermezzo de un Largo divoto que alcanza un clímax Maestoso antes de sumergirse en el precipitado final del Allegro risoluto.
Las sonatas para piano Segunda, Tercera y Cuarta son obras de un solo movimiento no relacionadas entre si. Fueron escritas durante el período 1904-07 y publicadas como "Sonata-Triada", op. 11. La primera del trío, en La♭, es una obra extática con temas líricos atractivos, precedidos por un poema de Goethe. La segunda, en re menor, se titula "Sonate-Elegie". Se abre lentamente con uno de los temas más conocidos de Medtner y se cierra con una coda animada (Allegro molto doppio movimento, en re mayor) basada en el segundo tema. La tercera vuelve al lirismo de la primera.
La quinta y quizás la más popular es la Sonata la sol menor, op. 22, escrita en 1909-1910. La pieza alterna una introducción lenta con un movimiento de sonata propulsor de tres temas, uno de cuyos temas se escucha en la Introducción. El centro emocional de esta obra compacta (dieciséis minutos de duración) es el Interludio: Andante lugubre: comprende la mayor parte de la sección de desarrollo y contiene algunas de las armonías más hermosas de Medtner. Hay grabaciones históricas de Moiseiwitch y Gilels.
Poco después siguió la Sexta Sonata, la primera de las dos que componen su op. 25. Lleva el título "Sonata-Skazka", generalmente traducido como "Sonata de cuento de hadas". Esta breve obra en do menor, escrita en 1910-11, consta de tres movimientos; el segundo y el tercero están conectados. El primer movimiento es una forma sonata compacta, el movimiento lento parecido a un rondó. Una marcha final con variaciones termina con una Coda que retoma material anterior. Esta fue la única sonata de Medtner que interpretó Rajmáninov.
Su compañera en el Op. 25 es completamente diferente. La Séptima Sonata en mi menor, Viento de la noche, según el poema de Fyodor Tyutchev de 1832 "¿Por qué aúllas, viento de la noche...?", se completó en 1911 y está dedicado a Sergei Rajmáninov, quien Inmediatamente reconoció su grandeza. Es una vasta obra de un solo movimiento, que dura casi 35 minutos, dividida en dos partes principales: una Introducción y una forma sonata en forma de Allegro, seguida de una Fantasía coronada por una Coda sombría pero activa, esta última basada total e ingeniosamente en el material temático presentado en el Introducción. Bajo el título "Sonata", Medtner añadió una nota: "Toda la pieza tiene un espíritu épico". Geoffrey Tozer dijo: "tiene la reputación de ser una obra tremendamente difícil, de extraordinaria extensión, agotadora de tocar y escuchar, pero de una calidad magnífica y una invención maravillosa".
La octava "Sonata-Balada" en fa ♯, op. 27, comenzó como una obra de un solo movimiento y se amplió hasta su forma actual durante el período 1912-14. Se compone de balada, introducción y final. La tonalidad y parte del material hacen referencia pasajera a la Barcarola de Chopin. El primer movimiento comienza con una de las hermosas melodías pastorales de Medtner. El final, al igual que el Quinteto con piano, tiene una conexión temática con su adaptación de Pushkin, La Musa. El propio Medtner registró esta sonata.
La Novena Sonata en la menor, de un solo movimiento, op. 30, se publicó sin título pero era conocida como la "Sonata de guerra" entre los amigos de Medtner. En la edición recopilada de 1959 apareció la siguiente nota a pie de página "durante la guerra de 1914 a 1917".
La Décima "Sonata-reminiscenza" en La menor, op. 38, No. 1, comienza un conjunto de ocho piezas titulado "Melodías olvidadas (primer ciclo)". Siguieron dos ciclos más, publicados como op. 39 y 40. Tanto ésta como la siguiente sonata se completaron en 1920, el año anterior a la emigración de Medtner. Este movimiento único es una de las creaciones más poéticas de Medtner. Como indica el título, su carácter es nostálgico y melancólico. Otras piezas del opus 38 contienen variantes del tema inicial de la Sonata, como la conclusión "Alla Reminiscenza". Esta sonata es hoy en día la más interpretada.
La Undécima, "Sonata Trágica" en do menor, op. 39, No. 5, concluye "Melodías olvidadas (Segundo Ciclo)". También hay cierta repetición de temas en este conjunto: la pieza que precede a la Sonata, "Canzona Matinata", contiene un tema que se repite en la Sonata y, según los deseos de Medtner, ambas piezas deben tocarse sin pausa. Esta es también una forma sonata-allegro de un solo movimiento, pero el Allegro es dramático y feroz, con tres temas de los cuales uno (la reminiscencia de la "Canzona Matinata") no regresa. Concluye con una coda violenta. Esta sonata cuenta con numerosas grabaciones, incluida una de Medtner en 1947.
La Duodécima Sonata, "Romántica" en si♭ menor, op. 53, nº 1, se completó a finales de 1930, junto con su gemela. Se estrenó en Glasgow en 1931. Volviendo a una forma de cuatro movimientos, consta de un romance (si♭ menor), un scherzo (mi♭ menor), una meditación (si menor) y un final (si♭ menor). El final cita su Sonata-Skazka, op. 25, núm. 1.
La Decimotercera Sonata, la "Minacciosa" ("amenazante") en fa menor, op. 53, núm. 2, es otra obra de un solo movimiento. Es muy cromática y contiene una fuga. Medtner la describió como "mi composición más contemporánea, ya que refleja la atmósfera amenazadora de los acontecimientos contemporáneos". Marc-André Hamelin la describió como "los 15 minutos de música más concentrados que uno podría esperar tocar o escuchar". Estaba dedicada al pianista canadiense y alumno de Skriabin, Alfred La Liberté, uno de los partidarios más leales de Medtner.
La última de las sonatas, "Sonata-Idilio" en sol mayor, op. 56, se completó en 1937. Consta de dos movimientos: un corto Allegretto cantabile Pastorale y un Allegro moderato e cantabile (sempre al rigore di tempo).

## Difusión
Edward Mitchell fue uno de los primeros defensores de Medtner y ofreció la primera interpretación completa de la Sonata-Tríada de Medtner en el Reino Unido en el Aeolian Hall el 3 de febrero de 1922. Geoffrey Tozer grabó casi todas las obras para piano de Medtner, incluidos todos los conciertos y sonatas. Hamish Milne ha grabado la mayoría de las obras para piano solo, mientras que Geoffrey Douglas Madge, Konstantin Scherbakov y Yevgeny Sudbin han grabado los tres conciertos para piano. Otros pianistas han defendido las obras de Medtner y dejaron grabaciones incluyen a Benno Moiseiwitsch, Sviatoslav Richter, Edna Iles, Emil Gilels, Yevgeny Svetlanov y Earl Wild. En los tiempos modernos, los pianistas destacados por su defensa incluyen a Ekaterina Derzhavina, el gran virtuoso Marc-André Hamelin, Malcolm Binns, Irina Mejoueva, Nikolai Demidenko, Anna Zassimova, Boris Berezovsky, Paul Stewart, Dmitri Alexeev, el genial Evgeny Kissin, Andrey Ponochevny, Konstantin Lifschitz, Daniil Trifonov, Gintaras Januševičius, Dina Parakhina, Alessandro Taverna y Paulius Andersson.
Muchos menos cantantes han abordado las canciones. El propio Medtner grabó una selección con las sopranos Oda Slobodskaya, Tatiana Makushina, Margaret Ritchie y Elisabeth Schwarzkopf. Últimamente Susan Gritton y Ludmilla Andrew han grabado CD completos con Geoffrey Tozer, al igual que Caroline Vitale con Peter Baur. El bajo barítono Vassily Savenko ha grabado un número considerable de canciones de Medtner con Boris Berezovsky, Alexander Blok y Victor Yampolsky. Un puñado de otros cantantes han incluido canciones de Medtner en compilaciones. Particularmente notables son las grabaciones históricas de Zara Dolukhanova e Irina Arkhipova. Sin embargo, muchas canciones no están disponibles en CD y algunas esperan su primera grabación. En 2018 apareció un importante conjunto de dos CD que presenta cincuenta y cuatro canciones de Medtner, acompañadas por Iain Burnside.
Medtner grabó rollos de piano de algunas de sus obras para Welte-Mignon en 1923 y Duo-Art en 1925, antes de sus posteriores grabaciones de estudio para Capitol Records y otros sellos.
En 2017, la pianista ucraniana Darya Dadykina y el pianista ruso Vasily Gvozdetsky fundaron la Sociedad Internacional Nikolai Medtner en Berlín para popularizar su obra y promover el intercambio cultural. En octubre/noviembre de 2018, la sociedad organizó el 1er Festival Internacional de Música Nikolai Medtner en Berlín, que reunió a artistas y musicólogos para interpretar y discutir su obra (ver el programa del festival).
Un asteroide llamado (9329) Nikolaimedtner lleva el nombre del compositor.

### Grabaciones
- Piano Rolls (The Reproducing Piano Roll Foundation)
- Medtner plays his Danza Festiva, Op. 38,, No. 3 Piano Roll c. 1925, New York. (ref)
- Nicolas Medtner: The complete solo recordings Vol. 1 (Appian Publications and Recordings)
- Nicolas Medtner: The complete solo recordings Vol. 2 (Appian Publications and Recordings)
- Nicolas Medtner: The complete solo recordings Vol.3 (Appian Publications and Recordings)
- The Medtner Collection (St-Laurent Studio)

- Datos: Q365574
- Multimedia: Nikolai Medtner / Q365574